# Decticus
Decticus is een geslacht van rechtvleugeligen uit de familie sabelsprinkhanen (Tettigoniidae). De wetenschappelijke naam van dit geslacht is voor het eerst geldig gepubliceerd in 1831 door Serville.

## Soorten
Het geslacht Decticus omvat de volgende soorten:
- Decticus albifrons (Fabricius, 1775) - Zuidelijke wrattenbijter[1]
- Decticus annaelisae Ramme, 1929
- Decticus aprutianus Capra, 1936
- Decticus loudoni Ramme, 1933
- Decticus nigrescens Tarbinsky, 1930
- Decticus verrucivorus (Linnaeus, 1758) (Wrattenbijter)